# 潮解
潮解（ちょうかい）は物質が空気中の水（水蒸気）を取り込んで自発的に水溶液となる現象のこと。    
潮解は、結晶表面に微小体積の飽和水溶液があり、その飽和蒸気圧が大気中の水蒸気圧より小さいときに起こる。大気中の水蒸気が飽和水溶液表面に取り込まれ、飽和水溶液が薄まる。しかし結晶の物質量は十分に大きく多少の水が結晶を溶かしても結晶が溶け尽くすことはない。したがって飽和水溶液の量は増え続け、やがてすべての結晶を溶かす。さらにその溶液の水蒸気圧が大気中の水蒸気圧と等しくなるまで薄まっていき、それ以上の水の吸収は停止する。

## 潮解性を示す物質
この現象を起こす物質の例としてクエン酸 (C6H8O7)、水酸化ナトリウム (NaOH) や炭酸カリウム (K2CO3)、塩化マグネシウム(MgCl2) や塩化カルシウム (CaCl2) などがある。
市販の乾燥剤は塩化カルシウムを主体とし、空中の水分を吸収して生じる飽和水溶液が下部の受器にたまるようになっている。つまり、いつも結晶表面が露出するので吸湿能力が一定である。この種の乾燥剤は密閉性の高い空間においては効果を発揮するが、開放的な空間の除湿には効果が薄い。